# Lucilia fausta
Lucilia fausta är en tvåvingeart som beskrevs av Robineau-desvoidy 1863. Lucilia fausta ingår i släktet Lucilia och familjen spyflugor.
Artens utbredningsområde är Frankrike. Inga underarter finns listade i Catalogue of Life.